# Acrodactyla inoperta
Acrodactyla inoperta är en stekelart som beskrevs av Kusigemati 1985. Acrodactyla inoperta ingår i släktet Acrodactyla och familjen brokparasitsteklar. Inga underarter finns listade i Catalogue of Life.